# Ekklesia
Ekklesia er en uafhængig, not-for-profit britisk tænketank som undersøger betydningen af religion i det offentlige liv og er også fortaler for en en række teologiske ideer og løsninger. Jonathan Bartley er grundlægger og medejer.